# Alavivo
Alavivo (m. 376) fue un caudillo tervingio durante la entrada de su pueblo en el Imperio romano.

## Vida
Con la invasión de los hunos, y la derrota del juez tervingio Atanarico en 376, la mayoría de los tervingios desertaron de Atanarico y dirigidos por Fritigerno y Alavivo fueron admitidos por el emperador Valente en el Imperio, dado que Fritigerno había sido apoyado por Valente en lucha contra Atanarico. Se estima que cruzaron el Danubio unos doscientos mil visigodos. Alavivo es mencionado como el líder de los tervingios por delante de Fritigerno, posiblemente porque tendría la más alta posición aristocrática.
La migración del pueblo tervingio sobrepasó la capacidad administrativa romana, y aprovechando esta situación forzaron la entrada grupos de greutungos huyendo de los hunos: los de Farnobio, y los de la confederación greutunga de los duces Alateo y Sáfrax.
Cuando los tervingios llegaron a Marcianópolis, actual Devnya (Bulgaria), se produjo un conflicto que generó la guerra gótica. Alavivo es mencionado por última vez en este momento y Fritigerno pasó a liderar a los tervingios.